# Ed Nuccilli
Edward C. Nuccilli (Detroit, 1924 - Southfield, Illinois, 23 april 2011) was een Amerikaanse jazz-trompettist en bugelist, componist, arrangeur en bandleider.
Nuccilli leerde trompet spelen van zijn vader, een Italiaanse trompettist die in het Detroit Symphony Orchestra werkte. Hij begon zijn muzikale loopbaan in het begin van de jaren veertig, toen hij speelde in de rondreizende band van Eddie Marshall voor wie hij ook arrangementen schreef. Na zijn diensttijd in de Tweede Wereldoorlog toerde hij met de bands van Shorty Sherock en Bobby Sherwood. In 1948 schreef hij ook zijn eerste bigband-composities, in bebop-stijl. In 1949 ging hij terug naar Detroit, waar hij na zijn huwelijk aandacht aan zijn gezin schonk en steeds minder aan de muziek. Tot halverwege de jaren vijftig werkte hij bij de autofabriek Ford en daarna was hij een verzekeringsagent. In 1960 keerde hij terug als semi-professioneel muzikant met de oprichting van een Latin-band, die voornamelijk optrad in allerlei ballrooms. Eind jaren zestig werd hij lid van de groep Sphere, waarmee hij in 1970 een live-album opnam. Daarnaast was hij actief als muzikant in een casino en een nachtclub, waar hij beroemde sterren als Tony Bennett en Liza Minnelli begeleidde. Begin jaren zeventig arrangeerde hij enige tijd voor musici van Motown, zoals Smokey Robinson. Hierna werkte hij in het orkest van Johnny Trudell, dat in een hotel in Dearborn speelde (1976-1980). Halverwege de jaren zeventig begon hij ook een eigen bigband, Plural Circle, een groep waarmee hij tientallen jaren optrad. Verder werkte hij als sessiemuzikant en speelde hij mee bij opnames van bijvoorbeeld Phillipé Wynne en Sheila Landis.

## Discografie
met de groep Sphere: 
- Inside Ourselves, Strata Records, 1970

met Plural Circle:
- Ed Nuccilli & Plural Circle, eigen beheer, 2006